# Очищення побутових стічних вод
Очищення побутових стічних вод — це тип очищення стічних вод, метою якого є видалення забруднювачів зі стічних вод для отримання стічних вод, придатних для скидання в навколишнє середовище або для передбачуваного повторного використання, таким чином запобігаючи забрудненню води від сирої води. скиди стічних вод.. Стічні води містять стічні води домогосподарств і підприємств і, можливо, попередньо очищені промислові стічні води. Існує велика кількість процесів очищення стічних вод на вибір. Вони можуть варіюватися від децентралізованих систем (включаючи системи очищення на місці) до великих централізованих систем, що включають мережу труб і насосних станцій (так звані каналізаційні), які транспортують стічні води до очисних споруд. У містах, які мають комбіновану каналізацію, каналізація також направлятиме міські стоки (дощові води) до очисних споруд. Очищення стічних вод часто включає два основних етапи, які називаються первинним і вторинним очищенням, тоді як розширене очищення також включає третинний етап очищення з процесами полірування та видаленням поживних речовин. Вторинна очистка може зменшити органічну речовину (вимірюється як біологічна потреба в кисні) зі стічних вод  за допомогою аеробних або анаеробних біологічних процесів. Для видалення органічних мікрозабруднювачів, таких як фармацевтичні препарати, також можна додати так звану четвертну стадію очищення (іноді її називають розширеною обробкою). Це було реалізовано в повному обсязі, наприклад, у Швеції.